# Raitajärvi (sjö)
Raitajärvi är en sjö i Överkalix kommun och Övertorneå kommun i Norrbotten och ingår i Sangisälvens huvudavrinningsområde. Sjön har en area på 1,69 kvadratkilometer och ligger 103 meter över havet. Sjön avvattnas av vattendraget Sangisälven (Raitajoki).
Vid sjöns östra strand ligger byn Raitajärvi.

## Delavrinningsområde
Raitajärvi ingår i det delavrinningsområde (739318-182597) som SMHI kallar för Utloppet av Raitajärvi. Medelhöjden är 115 meter över havet och ytan är 8,93 kvadratkilometer. Räknas de 5 avrinningsområdena uppströms in blir den ackumulerade arean 109,59 kvadratkilometer. Avrinningsområdets utflöde Sangisälven (Raitajoki) mynnar i havet. Avrinningsområdet består mestadels av skog (46 procent) och sankmarker (25 procent). Avrinningsområdet har 1,69 kvadratkilometer vattenytor vilket ger det en sjöprocent på 18,9 procent.